# Gouvernement Bech-Bodson
Gouvernement Dupong-Bodson Gouvernement Frieden
Le gouvernement Bech-Bodson (luxembourgeois : Regierung Bech-Bodson), est le gouvernement du Luxembourg en fonction du 29 décembre 1953 au 29 mars 1958.

## La transition
La mort inopinée de Pierre Dupong, le 23 décembre 1953, prend le Parti chrétien-social au dépourvu. Le défunt avait lui-même choisi un dauphin en la personne de Pierre Werner. Ce dernier entre au gouvernement en tant que ministre des Finances et de la Force armée. Joseph Bech, qui jouit de la plus longue expérience gouvernementale, reprend le ministère d’État et le cumule avec les Affaires étrangères et l’Agriculture. Lors des élections générales du 30 mai 1954, le CSV fait une remontée spectaculaire. Il obtient 26 sièges sur un total de 52 et frise, pour la deuxième fois après 1945, la majorité absolue. La réédition de la coalition entre le CSV et le LSAP tient compte du nouveau rapport de force en consentant aux chrétiens-sociaux un quatrième poste de ministre. Le docteur Émile Colling obtient le ministère de l’Agriculture et de la Santé publique. Au ministère des Affaires économiques, Michel Rasquin est désormais assisté par un commissaire général en la personne de Paul Wilwertz. Par arrêté du 31 décembre 1957, ce dernier reçoit le titre de secrétaire d’État. Critiqué au sein de son parti pour sa politique économique jugée trop libérale, Michel Rasquin quitte le gouvernement le 20 janvier 1958 pour devenir membre de la Commission de la Communauté économique européenne (CEE) à Bruxelles. Son secrétaire d’État devient ministre en attendant un remaniement plus profond du gouvernement en mars de la même année.

## Composition

### Initiale (29 décembre 1953)
| Portefeuille | Titulaire | Titulaire      | Parti |
| --- | --------- | -------------- | ----- |
| Ministre d'État Président du gouvernement (Administration centrale, Affaires étrangères, Commerce extérieur, Agriculture, Viticulture)           |           | Joseph Bech    | CSV   |
| Ministre de l'Éducation nationale, de la Population et de la Famille, et de l'Intérieur (Cultes, Arts et Sciences, Santé publique, Mondorf-État) |           | Pierre Frieden | CSV   |
| Ministre de la Justice et des Travaux publics (Bâtiments et Voirie, Transports, Électricité, Éducation physique)                                 |           | Victor Bodson  | LSAP  |
| Ministre du Travail et de la Sécurité sociale (Mines, Assistance sociale)                                                                        |           | Nicolas Biever | LSAP  |
| Ministre des Affaires économiques et de la Reconstruction (Commerce, Industrie et Métiers, Ravitaillement alimentaire et industriel, Tourisme)   |           | Michel Rasquin | LSAP  |
| Ministre des Finances et de la Force armée (Épuration)                                                                                           |           | Pierre Werner  | CSV   |

### Remaniement du 29 juin 1954
- Les nouveaux ministres sont indiqués en gras, ceux ayant changé d'attributions en italique.

| Portefeuille | Titulaire | Titulaire                            | Parti |
| --- | --------- | ------------------------------------ | ----- |
| Ministre d'État Président du gouvernement (Administration centrale, Affaires étrangères, Commerce extérieur, Viticulture) |           | Joseph Bech                          | CSV   |
| Ministre de l'Éducation nationale, de la Population et de la Famille, et de l'Intérieur (Cultes, Arts et Sciences) |           | Pierre Frieden                       | CSV   |
| Ministre de la Justice et des Travaux publics (Bâtiments et Voirie, Transports, Électricité, Éducation physique) |           | Victor Bodson                        | LSAP  |
| Ministre du Travail et de la Sécurité sociale (Mines, Assistance sociale) |           | Nicolas Biever                       | LSAP  |
| Ministre des Affaires économiques (Commerce, Industrie et Métiers, Ravitaillement alimentaire et industriel, Tourisme) |           | Michel Rasquin (jusqu'au 20/01/1958) | LSAP  |
| Ministre des Finances et de la Force armée (Épuration) |           | Pierre Werner                        | CSV   |
| Ministre de l'Agriculture et de la Santé publique (Mondorf-État) |           | Émile Colling                        | CSV   |
| Commissaire général aux Affaires économiques Secrétaire d'État aux Affaires économiques (à partir du 31/12/1957) Ministre des Affaires économiques (Commerce, Industrie et Métiers, Ravitaillement alimentaire et industriel, Tourisme) (à partir du 11/02/1958) |           | Paul Wilwertz                        | LSAP  |

## La politique extérieure
La politique extérieure du Luxembourg au cours des années 1950 est dominée par la question de la construction européenne. L’unification de l’Europe constitue un défi existentiel pour un pays de la taille du Grand-Duché. Joseph Bech, le maître de la diplomatie luxembourgeoise, aimait citer un dicton pour justifier les réserves de son gouvernement face aux abandons de souveraineté qu’exigeait la cause européenne : « Tandis qu’un gros devient maigre, un maigre passe de vie à trépas. »
Le refus de l’Assemblée française de ratifier le 30 août 1954 le traité instituant la Communauté européenne de défense semble d’abord bloquer le processus de l’unification. Cependant, le danger qu’après l’échec de la CED, la France et l’Allemagne mènent une politique à part amène les partenaires du Benelux à prendre l’initiative d’une relance européenne. À la conférence de Messine (1er-3 juin 1955), ils soumettent un mémorandum dans lequel ils proposent la réalisation d’un grand marché commun. Dans la tentative de relance de Messine, le Luxembourg n’a joué qu’un rôle effacé. Bech s’inquiétait de l’extension de la supranationalité et se méfiait de la perspective d’une circulation totalement libre des biens et des personnes. Le mémorandum est avant tout l’œuvre de ses collègues belge et néerlandais, Paul-Henri Spaak et Johan Willem Beyen. Aux négociations de Val Duchesse, qui préparent le terrain au traité de Rome, le gouvernement luxembourgeois envoie une délégation restreinte mais efficace, dirigée par l’ancien ministre Lambert Schaus. Le Luxembourg se trouve dans une position fragile. Il apporte peu à un marché commun de 150 millions d’habitants, puisque sa principale industrie, la sidérurgie, est déjà intégrée dans la CECA. Sa faible démographie et son retard dans le domaine de l’agriculture l’amènent à demander des dérogations qui provoquent parfois l’irritation des autres pays. Le Luxembourg craint qu’au sein d’un marché commun, l’agriculture luxembourgeoise qui, depuis le Zollverein, a bénéficié de mesures protectionnistes, ne soit écrasée par la concurrence étrangère. Par ailleurs, la libre circulation des personnes à l’intérieur de la Communauté européenne risque d’augmenter de façon incontrôlée le nombre des étrangers qui constituent déjà 11 % de la population totale et 27 % de la population active en 1956. Le Luxembourg obtient finalement deux clauses dérogatoires inscrites dans un protocole annexé au traité du Marché commun. L’une stipule que pendant une période transitoire de 12 à 15 ans, le Grand-Duché pourra limiter l’importation de certains produits agricoles. Néanmoins, le gouvernement luxembourgeois doit s’engager à prendre, sous la surveillance de la Commission, « toutes les mesures d’ordre structurel, technique et économique rendant possible l’intégration progressive de l’agriculture luxembourgeoise dans le marché commun ». L’autre clause de sauvegarde prévoit que les règlements de la Commission en matière de libre circulation des travailleurs tiennent compte de la « situation démographique particulière » du Luxembourg. Sur le plan de l’organisation politique de la CEE, le gouvernement luxembourgeois s’est constamment opposé à une représentation du Luxembourg par la Belgique (conformément au traité de l’UEBL de 1921) et a insisté pour que le Luxembourg entre dans le Marché commun en tant qu’État souverain. Il obtient finalement une représentation totale à la Commission. Parmi les neuf sièges de la Commission, un siège revient au Luxembourg. Les négociateurs luxembourgeois sont convaincus que les intérêts du Grand-Duché en tant qu’État souverain sont mieux préservés par le Conseil des ministres nationaux. Dans ces réunions à six, le Luxembourg est plus sûr de faire entendre sa voix. Aussi plaident-ils pour un renforcement des attributions du Conseil des ministres au détriment des organes supranationaux. Le Luxembourg n’avait acquis sa pleine reconnaissance en tant qu’État souverain, membre à part entière de la
communauté internationale, qu’au cours de la Seconde Guerre mondiale et au prix de lourds sacrifices. Ceci explique sans doute les réticences du gouvernement à renoncer à une partie de ses prérogatives nationales.
La signature des traités de Rome en mars 1957 soulève également la question du siège des nouvelles Communautés. L’attitude du gouvernement luxembourgeois peut surprendre aujourd’hui. Il ne revendique pas d’emblée la totalité des institutions du Marché commun et de l’Euratom. Il ne propose sa capitale comme siège unique que comme pis-aller. Par contre, il favorise la solution du siège éclaté qui laisse au Luxembourg les organes de la CECA et donne à Bruxelles les nouvelles institutions. Le gouvernement a probablement subi l’influence de certains milieux qui craignaient que le pays ne soit envahi par la bureaucratie européenne et ne perde son identité. A-t-il pour autant raté une chance historique ? Ce n’est pas certain, puisqu’en optant pour une décentralisation, il a mieux su défendre l’acquis essentiel de la CECA face aux candidatures de Bruxelles et de Strasbourg, tout en obtenant des compensations pour la perte des parties intégrées dans le nouveau Marché commun.

## La politique intérieure

### Le système électoral
La politique intérieure des années 1950 est placée sous le signe de la modernisation. Sur le plan politique, une innovation importante est l’abandon du renouvellement de la Chambre par moitié tous les trois ans et l’instauration d’élections générales tous les cinq ans. Le système des élections partielles, organisées seulement dans deux des quatre circonscriptions – l’une urbaine ou industrielle, l’autre rurale – était destiné, dans une optique conservatrice, à éviter des changements politiques jugés trop brusques. Le 30 mai 1954 ont lieu des élections générales dans les quatre circonscriptions après que les députés ont déclaré sujets à révision un certain nombre d’articles de la Constitution. La révision constitutionnelle des 27 juillet, 25 octobre et 2 novembre 1956 fixe uniformément le mandat des députés à cinq ans et ajoute un article 49 bis qui permet le transfert de souveraineté à des institutions internationales.

### La politique sociale
Sur le plan de la politique sociale, l’enjeu principal sera l’extension progressive de la Sécurité sociale à tous les groupes socioprofessionnels et notamment aux agriculteurs et aux indépendants. Les acquis sociaux obtenus par les ouvriers dans les années 1920 et 1930 servent généralement de modèle. La loi du 3 septembre 1956 sur la Caisse des pensions agricoles garantit une rente aux agriculteurs. La loi du 29 juillet 1957 étend l’assurance maladie obligatoire aux artisans, commerçants et industriels. Les questions de la durée du travail, de la rémunération des heures supplémentaires et du niveau des salaires suscitent de nombreuses frictions entre les partenaires sociaux. En 1955, une grève des ouvriers mineurs paralyse tout un secteur industriel. La reprise du travail n’est obtenue qu’au bout d’une semaine, grâce à la médiation du ministre du Travail, Nicolas Biever.

### Les purges
Le gouvernement Bech/Bodson clôt également le chapitre de l’épuration. En 1954, un millier d’affaires de collaborateurs sont encore pendantes devant les tribunaux luxembourgeois. Manifestant la volonté de pacifier les esprits et de rétablir la concorde nationale, le gouvernement relance les discussions sur un projet d’amnistie dès avril 1954. La loi du 12 janvier 1955 passe l’éponge sur les attentats contre la sûreté extérieure de l’État commis par des Luxembourgeois et institue des mesures de clémence en matière d’épuration administrative.

### Les infrastructures
Dans l’immédiat après-guerre, l’œuvre de reconstruction avait permis à l’État de développer de puissants moyens d’intervention dans l’économie nationale. Une fois celle-ci terminée, le gouvernement ne renonce pas pour autant à sa pratique interventionniste. Un vaste programme de modernisation des infrastructures prend le relais des efforts consentis dans le cadre de la reconstruction. Deux secteurs font l’objet d’investissements publics considérables : l’énergie et les transports. En 1955 commencent les travaux de construction du barrage d’Esch-sur-Sûre, qui sera à la fois une centrale hydroélectrique et une réserve d’eau potable. Les turbines produisent de l’électricité à partir de 1960. Vers la même époque, une centrale hydroélectrique est aménagée sur la Basse-Sûre à Rosport (1957-1960). Parallèlement à l’approvisionnement énergétique, la politique d’équipement vise l’infrastructure des transports. La canalisation de la Moselle, décidée en 1956 par les
trois nations riveraines, et les installations portuaires de Mertert donnent à la sidérurgie un accès aux ports maritimes. L’électrification du réseau ferroviaire à partir de 1956 est également motivée par le souci de réduire les coûts de transport et faciliter les exportations des produits sidérurgiques. Sur ce point, les intérêts luxembourgeois et français se rejoignent. La France livre au Luxembourg 20 locomotives électriques en contre-partie de la construction du canal de la Moselle, qui exige d’importants investissements de la part du Luxembourg, alors qu’il profite surtout à la sidérurgie lorraine. L’effort d’équipement est complété par le développement du réseau routier et par l’élargissement de l’aéroport.
Comment le gouvernement luxembourgeois a-t-il pu financer la modernisation de l’infrastructure du pays ? L’aide reçue dans le cadre du plan Marshall a permis de démarrer les grands chantiers. Mais, par la suite, ce sont les recettes de l’État luxembourgeois, gonflées par la conjoncture économique favorable, qui aident à subventionner la réalisation des grands projets. Le gouvernement investit les dividendes de la croissance dans la modernisation.